# Munnogonium erratum
Munnogonium erratum là một loài chân đều trong họ Paramunnidae. Loài này được Schultz miêu tả khoa học năm 1964.